# Parada de Sil
Parada de Sil – gmina w Hiszpanii, w prowincji Ourense, w Galicji, o powierzchni 62,43 km². W 2011 roku gmina liczyła 648 mieszkańców.